# Neue Traunsteiner Hütte
Die Neue Traunsteiner Hütte ist eine Alpenvereinshütte der Sektion Traunstein des Deutschen Alpenvereins in 1560 m ü. NHN auf der Reiter Alm in den Berchtesgadener Alpen auf dem Gemeindegebiet von Schneizlreuth (Bayern) unweit der Grenze zum Land Salzburg. Sie wurde während des Dritten Reiches als Ersatz für die, auf österreichischem Staatsgebiet gelegene, Alte Traunsteiner Hütte errichtet, da diese mit der Tausend-Mark-Sperre für Deutsche faktisch nicht mehr zugänglich war.

## Geschichte
Die Hütte wurde zwischen 1936 und 1938 von der Sektion Traunstein des Deutschen und Österreichischen Alpenvereins (DuOeAV) auf Initiative des Traunsteiner Juristen Karl Merkenschlager erbaut und wird deshalb auch Karl-Merkenschlager-Haus genannt. Hintergrund war, dass die Alte Traunsteiner Hütte mit Einführung der Tausend-Mark-Sperre für Deutsche nur noch gegen eine Gebühr von 1.000 Reichsmark erreichbar war. Die Neue Traunsteiner Hütte wurde zuletzt 1984 erneuert.

## Lage
Die Hütte befindet sich im sogenannten Reitertrett auf dem Gebiet der Reitertrettalm, einem Teil des Gebirgsstocks Reiter Alm, in den Berchtesgadener Alpen. Sie liegt auf dem Gemeindegebiet von Schneizlreuth (Bayern) ca. 100 m von der Grenze zum Land Salzburg entfernt. Die Neue Traunsteiner Hütte ist die einzige öffentliche zugängliche Alpenvereinshütte auf der Reiter Alm und damit der zentrale Stützpunkt für Bergsteiger, die Gipfelbesteigungen auf dieser unternehmen möchten.

## Ausstattung
Die Hütte erhält das nötige Brauchwasser von einer Quelle. Für die Toilettenspülung sowie für den Hüttengarten wird gesammeltes Regenwasser genutzt. Das Abwasser wird in einer biologischen Kläranlage wiederaufbereitet.
Strom wird über eine Photovoltaikanlage und ein Dieselaggregat erzeugt. Entsprechend ist die Neue Traunsteiner Hütte vollkommen autark und verfügt über keine Leitungsverbindung ins Tal.

## Zugänge
- Von Oberjettenberg (660 m) bei Schneizlreuth über Schrecksattel, leicht, Gehzeit: 4 Stunden
- Von der Schwarzbachwacht (860 m) an der B 305 über den Wachterlsteig, teilweise steil, Gehzeit: 3 Stunden
- Vom Hintersee (800 m) bei Ramsau bei Berchtesgaden über Eisbergscharte und Eisbergalm, mittel, Gehzeit: 5 Stunden
- Von Reit bei Unken (600 m) über Alpasteig und Alpa-Alm, mittel, Gehzeit: 4 Stunden

## Übergänge
- Blaueishütte (1680 m) über Edelweißlahnerkopf, Hintersee und Schärtenalm, mittel, Gehzeit: 8 Stunden
- Bergheim Hirschbichl (1180 m) über Mayrbergscharte, Schaflsteig und Engertalm, schwierig, Gehzeit: 6 Stunden

## Gipfelbesteigungen
- Großer Weitschartenkopf (1980 m) über Südflanke, mittel, Gehzeit: 1 Stunde
- Drei Brüder (1865 m) über Südostflanke, mittel, Gehzeit: 1 Stunde
- Großes Häuselhorn (2284 m) über Roßgasse und Nordflanke, mittel, Gehzeit: 2½ Stunden
- Wagendrischelhorn (2251 m) über Roßgasse und Nordflanke, mittel, Gehzeit: 2½ Stunden
- Stadelhorn (2288 m) über Roßgasse und Mayrbergscharte, Schwierigkeitsgrad I, Gehzeit: 3½ Stunden
- Edelweißlahnerkopf (1953 m) über Hochplateau, mittel, Gehzeit: 2½ Stunden
- Schottmalhorn (2045 m) über Hochplateau, mittel, Gehzeit: 3 Stunden